# Liste des prénoms maoris
Cet article présente certains prénoms maoris. Ils sont portés majoritairement en Nouvelle-Zélande.

## Prénoms féminins

### A
- Amaia[1]
- Anahera[1]
- Aroha[1]
- Ariana[1]
- Ataahua[1]
- Atawhai[1]
- Aata // Aiata
- Afaitu
- Ataroa
- Atea
- Ahuarii
- Ahu’ura
- Anuata

### E
- Etini
- Eeva
- Erita

### F
- Fetia

### H
- Hana[1]
- Hei[1]
- Huia[1]
- Heimata
- Heipua
- Heirani
- Hemia
- Hereata
- Hereiti
- Herenui
- Hina
- Hinatea

### I
- Iriata

### K
- Kaea[1]
- Kahurangi[1]
- Kai[1]
- Kahukura[1]
- Kara[1]
- Kataraina[1]
- Koa[1]
- Kiowa[1]

### M
- Maia[1]
- Makaia[1]
- Manaia[1]
- Miru[1]
- Moana[1]

### N
- Nanihi
- Nu’utea

### O
- Orama

### P
- Poe
- Poehina
- Poenui
- Poerava
- Puaiti
- Puatea
- Puaura

### R
- Ra’ihau
- Ra’imere
- Ra’inui
- Ranitea
- Rarahu
- Raunui
- Raurii
- Ruatupare

### T
- Tia[1]
- Tiare[1]
- Tui[1]
- Tahiata
- Taiana
- Taina
- Tania
- Taurua
- Tautiare
- Tehani
- Tehea
- Teora
- Tera
- Tevai
- Tiare
- Titaina
- Titaua
- Tuianu
- Tumata

### U
- Unutea
- Urarii

### V
- Vaea
- Vaiana
- Vaianu
- Vaiata
- Vaihere
- Vaimiti
- Vairea
- Vaite
- Vaitiare

## Prénoms masculins

### A
- Amaru[1]
- Anaru[1]
- Ari[1]
- Ariki[1]

### E
- Eniaku[1]

### G
- Gadjo[1]
- Gojo[1]

### H
- Hawaiki[1]
- Hemi[1]

### I
- Ihaia[1]

### K
- Kaea[1]
- Kahurangi[1]
- Kai[1]
- Kauri[1]
- Kiliko[1]

### M
- Manaia[1]
- Manu[1]
- Matiu[1]
- Mikaere[1]
- Meherio

### N
- Nikau[1]
- Nikora[1]

### P
- Paora[1]

### R
- Rawiri[1]

### T
- Tai[1]
- Tama[1]
- Tamati[1]
- Tane[1]
- Tangaroa[1]
- Tanoai
- Tapu[1]
- Te Ariki[1]
- Teina[1]

### W
- Wiremu[1]

## Article plus complets
- « Prénoms Polynésiens », sur letahititraveler.com (consulté le 26 décembre 2023)

- https://etahititravel.com/fr/cent-prenoms-tahitiens-signification/